# Shi Meiyu
Shi Meiyu, född 1873, död 1954, var en kinesisk läkare och missionär.
Nedslagskratern Shih Mai-Yu på planeten Venus är uppkallad efter henne.